# Trattato di Joinville
Il trattato di Joinville è stato sottoscritto il 31 dicembre 1584, tra il Casato dei Guisa e il re Filippo II di Spagna.

## Contesto storico
Questo trattato è collocato nel contesto delle guerre di religione in Francia (tra la settima e l'ottava), e la crisi di successione, sorta dopo la morte dell'ultimo fratello del re Enrico III di Francia, Francesco Ercole di Valois, duca d'Alençon e d'Angiò. L'applicazione della legge salica designa infatti il protestante Enrico di Borbone, re di Navarra, come successore alla corona.
Il trattato comprendeva tre disposizioni:
1. Il Cattolicesimo sarebbe la sola religione consentita in Francia;
2. Enrico di Navarra, primo nella linea di successione al trono, ma protestante, sarebbe escluso dalla successione;
3. ottemperando ai punti 1. e 2. la Spagna promette sostegno finanziario ai cattolici.

La logica di Enrico I, duca di Guisa di entrare in questo trattato derivava dalla crescente popolarità di Enrico di Navarra, contro il quale il partito cattolico è venuto a trovarsi in competizione (i Guisa ambivano al trono francese).
Per Filippo II gioca un altro motivo. Aveva infatti il timore, che l'alleanza col trono protestante in Inghilterra di Elisabetta I avrebbe rafforzato la causa protestante e quindi isolato la Spagna, impegnata anche in quel momento con la rivolta nelle Province borgognone nei Paesi Bassi.
Il trattato allora designa il cardinale Carlo di Borbone come successore di Enrico III al trono di Francia. Questo trattato è quindi collocato nella continuità del sostegno da parte del Re di Spagna alla Lega cattolica, che rifiuta Enrico, re di Navarra, come successore al trono.

## Conseguenze
Sebbene non sia stata una diretta dichiarazione di guerra verso l'Inghilterra, Elisabetta I ha creduto di dover reagire a questa convenzione e ha deciso di sostenere la ribellione nei Paesi Bassi. Questo è stato confermato dal trattato di Nonsuch, che avrebbe acceso la battaglia tra Spagna e Inghilterra.